# La Cofradía de la Flor Solar
La Cofradía de la Flor Solar fue tanto una comunidad de artesanos hippies de La Plata como un conjunto de rock psicodélico formado por los mismos artesanos. Estuvieron activos a fines de los '60 y principios de los '70 y llegaron a tener presentaciones en el festival Barock y un LP. No obstante, el desgaste por la vida comunitaria hizo que en 1971 la comunidad, y por consiguiente el conjunto de rock, se separara.
En los años posteriores sus exmiembros pasaron a engrosar filas de destacados conjuntos de rock como Billy Bond y La Pesada del Rock and Roll, Miguel Abuelo & Nada, Punch, y Patricio Rey y sus Redonditos de Ricota.
El grupo tuvo breves regresos, con otros miembros, para lanzar nuevos álbumes en 1997 y 2007.

## Historia
El grupo comenzó como un emprendimiento artístico surgido en el seno de una comunidad hippie platense, hacia 1968. En la comunidad había músicos, artesanos, intelectuales, artistas plásticos, todos muy influidos por la cultura flower power, el pacifismo y los movimientos contraculturales que desembocaron en el Mayo francés, tópicos ineludibles en la cultura joven de la época.
Entre algunos de los miembros que conformaban dicha comunidad figuraban entre otros el más tarde periodista de rock y ecologista Miguel Grinberg, los  guitarristas  Kubero Díaz y Quique Gornatti  que posteriormente fueron miembros de Billy Bond y La Pesada del Rock and Roll, el artista gráfico Rocambole Cohen y el guitarrista Skay Beilinson, estos dos últimos, futuros integrantes de Patricio Rey y sus Redonditos de Ricota.
Una banda hermana de La Cofradía eran los también platenses Diplodocum Red & Brown, con quienes compartían pequeños shows. En Diplodocum también tocó Skay Beilinson, aunque el grupo duró muy poco; no obstante, llegó a editar un sencillo titulado "Blues del hombre de la cara azul"/"Blind Sex" en 1969.
Ayudados por Miguel Grinberg, en 1968 el conjunto de La Cofradía logró grabar un álbum, no obstante, ninguna discográfica se interesó en el mismo.
En 1969 La Cofradía debutan en un conocido teatro de Buenos Aires («Teatro Del Globo»), y editan el sencillo "Sombra fugaz por la ciudad"/"La mufa", que marcó el debut discográfico oficial de la banda, bajo el sello VIK, una rama de la multinacional RCA. VIK solía apostar en aquella época (fines de los años 60, principios de los 70) por artistas que luego fueron reconocidos como pioneros del rock argentino, como Almendra, Los Gatos o Manal, de modo que La Cofradía sólo fue un fichaje más para la compañía, aunque la banda no seguiría unida contractualmente a esa empresa estadounidense más allá de 1969.
En 1970 el grupo como cuarteto tuvo el recital más importante en su historia, cuando actuó en el primer festival B.A. Rock, multitudinario evento llevado a cabo en noviembre de ese año, en el cual compartieron escenario con conjuntos del calibre de Los Gatos, Manal, Almendra, Moris, Vox Dei, Alma y Vida, Pajarito Zaguri y Pappo's Blues entre otros. En ese recital La Cofradía tuvo una muy buena recepción del público y de los críticos, constituyéndose en el conjunto revelación del festival.
Ese mismo año, una canción suya, "Juana", fue incluida en el compilado Pidamos peras a Mandioca, lanzado por ese sello independiente, el cual entraría en quiebra ese mismo año.
Como resultado se les ofrece la oportunidad de grabar su álbum debut, por intermedio del sello Microfón, una compañía local importante en el campo del tango y folclore argentino en los años 60, que comenzaba a volcarse a la escena de rock vernácula, llamada "progresiva nacional" en ese entonces (el subsello Talent-Microfón sería creado a tal efecto al poco tiempo). El disco (homónimo) fue grabado por Kubero Díaz (guitarra y voz), Morcy Requena (bajo) y "Manija" Paz (batería), más Quique Gornatti (guitarra) y Skay Beilinson (guitarra) como invitados. Este álbum debut fue editado en 1971, contando con la producción de Jorge Álvarez (creador del mencionado sello Mandioca) y, como supervisor de grabación, a Billy Bond, el líder carismático de la banda pionera del hard rock argentino, Billy Bond y La Pesada del Rock and Roll, cantante, productor, y luego también empresario.
No obstante, a poco de lanzado este álbum debut, el desgaste humano por la vida comunitaria provocó que en 1971 la comunidad de artesanos, y por consiguiente, la banda, se disolviera.

## Posteriores carreras de sus exmiembros, breves reuniones
Tras la disolución de la comunidad hippie, sus miembros emprendieron diversos caminos. Quique Gornatti y Kubero Diaz pasaron a engrosar las filas de Billy Bond y La Pesada del Rock and Roll, después, junto a Morcy Requena y el violinista Jorge Pinchevsky, acompañaron los diversos periplos que hicieron por Argentina y Europa los músicos Miguel Abuelo y Miguel Cantilo, en bandas como Miguel Abuelo & Nada y Punch (1980). Esto se explica en la situación densa que estaba viviéndose en el país en aquellos tiempos: el clima sociopolítico se iba enrareciendo en la Argentina de los años 70, los músicos de La Cofradía de la Flor Solar y allegados del rock argentino en general, comenzaron a ser hostigados por las fuerzas del orden y las células paramilitares operativas en el país. El regreso de Juan Domingo Perón a la Argentina no alteró mucho el panorama, y recrudeció la violencia el aire enrarecido, la incertidumbre, la fuerte tensión social, la volatilidad política, los jóvenes y el rock cayeron presa de esa madeja. Varios grupos fueron disueltos, debido en gran parte a la creciente atmósfera de violencia e inseguridad que se respiraba especialmente en Buenos Aires, varios de los miembros de La Cofradía después de sufrir violentos allanamientos fueron amenazados y obligados a exiliarse del país en 1975, provocando un éxodo artístico que nutrió varios países como México, Estados Unidos, Francia, Reino Unido, pero, fundamentalmente a España.
Tras largos años, en 1997 se anuncia el regreso de La Cofradía de la Flor Solar, con un álbum llamado "El café de los ciegos", con un sonido más modernizado. Para este regreso la banda estuvo conformada por el histórico Morcy Requena en guitarra y voz, acompañado por músicos más jóvenes, como Sebastián Rivas en guitarra, Gustavo Meli en batería, Ariel Farías en bajo y Alejandro Moyano en teclados. A continuación lanzan el año siguiente otro álbum: "Cofrádika", y tiempo después la banda vuelve a disolverse.
En 2005 se editó un disco con viejas grabaciones inéditas, "Histórico". Vuelven a reunirse en 2007, lanzando un nuevo álbum de estudio titulado "Kundabuffer", con Sebastián Rivas en guitarra y voz, Morcy Requena en bajo y voz, y Gustavo Meli en batería. Este álbum, que contó con arte gráfico integral de "Rocambole" Cohen, fue el primer disco de un grupo de rock argentino disponible para ser bajado gratuitamente (en formato mp3) desde el sitio oficial de la banda (actualmente inactivo).

## Discografía

### Álbumes
- "La Cofradía de la Flor Solar" (1971)
- "El café de los ciegos" (1997)
- "Cofrádika" (1998)
- "Histórico", álbum de archivo con temas inéditos (2005)
- "Kundabuffer" (2007)

### Sencillo
- "Sombra fugaz por la ciudad / La mufa" (1969)